# تيريل غاشا
تيريل غاشا (بالإنجليزية: Terrell Gausha)‏ (مواليد 9 سبتمبر 1987) هو ملاكم أمريكي، مثّل بلاده في الألعاب الأولمبية الصيفية 2012.

## روابط خارجية
تيريل غاشا على موقع بوكس ريك (الإنجليزية) (registration required)
- تيريل غاشا على موقع أوليمبيديا (الإنجليزية)